# Listă de filme de groază din 2020
Aceasta este o listă de filme de groază din anul 2020.
| Titlu                        | Regizor                       | Distribuție                                                                                            | Țară                         | Note   |
| ---------------------------- | ----------------------------- | --- | ---------------------------- | ------ |
| Abortifacient                | Fatima Hye                    | Bonnie Gayle, Will Burnson, Brian Bogart                                                               | Statele Unite                | [ 1 ]  |
| Antebellum                   | Gerard Bush, Christopher Renz | Janelle Monáe, Marque Richardson, Eric Lange                                                           | Statele Unite                | [ 2 ]  |
| Alone                        | Johnny Martin                 | Tyler Posey, Summer Spiro, Robert Ri'chard, Donald Sutherland                                          | Statele Unite                | [ 3 ]  |
| The Babysitter: Killer Queen | McG                           | Judah Lewis, Hana Mae Lee, Robbie Amell                                                                | Statele Unite                | [ 4 ]  |
| Block Z                      | Mikhail Red                   | Julia Barretto, Joshua Garcia, Dimples Romana, Yves Flores, Maris Racal, McCoy de Leon, Ian Veneracion | Filipine                     | [ 5 ]  |
| Brahms: The Boy II           | William Brent Bell            | Katie Holmes, Ralph Ineson, Owain Yeoman                                                               | Statele Unite                | [ 6 ]  |
| Corona Zombies               | Charles Band                  | Robin Sydney, Cody Renee Cameron, Russell Coker                                                        | Statele Unite                | [ 7 ]  |
| Deep Blue Sea 3              | John Pogue                    | Tania Raymonde, Nathaniel Buzolic, Bren Foster                                                         | Statele Unite                | [ 8 ]  |
| Fantasy Island               | Jeff Wadlow                   | Michael Peña, Maggie Q, Lucy Hale                                                                      | Statele Unite                | [ 9 ]  |
| Ghosts of War                | Eric Bress                    | Brenton Thwaites, Theo Rossi, Skylar Astin, Kyle Gallner, Alan Ritchson, Billy Zane, Shaun Toub        | Regatul Unit, Bulgaria       | [ 10 ] |
| Gretel & Hansel              | Oz Perkins                    | Sophia Lillis, Sam Leakey, Charles Babalola                                                            | Canada Statele Unite Irlanda | [ 11 ] |
| The Grudge                   | Nicolas Pesce                 | Andrea Riseborough, Demián Bichir, John Cho                                                            | Statele Unite                | [ 12 ] |
| Host                         | Rob Savage                    | Haley Bishop, Jemma Moore, Emma Louise Webb                                                            | Regatul Unit                 | [ 13 ] |
| The Hunt                     | Craig Zobel                   | Ike Barinholtz, Betty Gilpin, Amy Madigan                                                              | Statele Unite                | [ 14 ] |
| The Invisible Man            | Leigh Whannell                | Elisabeth Moss, Aldis Hodge, Storm Reid                                                                | Statele Unite Australia      | [ 15 ] |
| The New Mutants              | Josh Boone                    | Maisie Williams, Anya Taylor-Joy, Charlie Heaton                                                       | Statele Unite                | [ 16 ] |
| Nocturne                     | Zu Quirke                     | Sydney Sweeney, Jacques Colimon, Madison Iseman                                                        | Statele Unite                | [ 17 ] |
| Peninsula                    | Yeon Sang-ho                  | Gang Dong-won, Lee Jung-hyun, Lee Re                                                                   | Coreea de Sud                | [ 18 ] |
| A Quiet Place Part II        | John Krasinski                | Emily Blunt, Cillian Murphy, Millicent Simmonds                                                        | Statele Unite                | [ 19 ] |
| Rent-A-Pal                   | Jon Stevenson                 | Wil Wheaton, Brian Landis Folkins, Kathleen Brady, Amy Rutledge, Adrian Egolf                          | Statele Unite                | [ 20 ] |
| The Reckoning                | Neil Marshall                 | Charlotte Kirk, Sean Pertwee, Steven Waddington                                                        | Regatul Unit                 | [ 21 ] |
| The Rental                   | Dave Franco                   | Dan Stevens, Alison Brie, Sheila Vand                                                                  | Statele Unite                | [ 22 ] |
| She Dies Tomorrow            | Amy Seimetz                   | Kate Lyn Sheil, Jane Adams, Kentucker Audley                                                           | Statele Unite                | [ 23 ] |
| Spree                        | Eugene Kotlyarenko            | Joe Keery, Sasheer Zamata, Mischa Barton, John DeLuca                                                  | Statele Unite                | [ 24 ] |
| The Turning                  | Floria Sigismondi             | Mackenzie Davis, Finn Wolfhard, Brooklynn Prince                                                       | Statele Unite                | [ 25 ] |
| Underwater                   | William Eubank                | Kristen Stewart, Vincent Cassel, Jessica Henwick                                                       | Statele Unite                | [ 26 ] |